# Phenagoniates macrolepis
Phenagoniates macrolepis és una espècie de peix de la família dels caràcids i de l'ordre dels caraciformes.

## Morfologia
- Els mascles poden assolir 4,5 cm de llargària total.[5]

## Hàbitat
Viu en zones de clima tropical entre 22 °C - 24 °C de temperatura.

## Distribució geogràfica
Es troba a Sud-amèrica: conca del llac Maracaibo i rius Chucunaque i Atrato.